# В поту нашега образа
„В поту нашега образа” је југословенски и словеначки кратки филм из 1967. године. Режирао га је Јоже Бевц који је написао и сценарио.

## Улоге
| Глумац          | Улога |
| --------------- | ----- |
| Иво Анзловар    |       |
| Силва Данилова  |       |
| Фране Милчински |       |
| Карел Погорелец |       |